# Psidium acunae
Psidium acunae är en myrtenväxtart som beskrevs av Attila L. Borhidi. Psidium acunae ingår i släktet Psidium och familjen myrtenväxter. Inga underarter finns listade i Catalogue of Life.